# Bella Vista (Tucumán)
Bella Vista ist die Hauptstadt des Departamento Leales in der Provinz Tucumán im Nordwesten Argentiniens. Bella Vista liegt 25 Kilometer südöstlich der Provinzhauptstadt San Miguel de Tucumán an der Ruta Provincial 301 und hat 15.126 Einwohner (2001, INDEC).

## Geographie
Bella Vista liegt in einer fruchtbaren Ebene, etwa 30 Kilometer vom Bergmassiv des Aconquija entfernt nahe dem Río Grande.

## Geschichte
Bella Vista hat kein bekanntes Gründungsdatum. Es entwickelte sich langsam inmitten eines Zuckerrohranbaugebietes, dann kam die Eisenbahnlinie und zum Schluss eine Zuckerrohrfabrik, die der Siedlung für viele Jahre ihren Namen gab: Ingenio Bella Vista.
Der Gründer und Eigentümer der Zuckerrohrfabrik war Manuel García Fernández. Sie blieb bis in die 1960er-Jahre hinein in den Händen seiner Familie. Nach der Zuckerkrise wurde sie durch die inzwischen wieder aufgelöste Comisión Nacional Azucarera (CONASA) verstaatlicht. Dies fand in der Zeit von 1973 bis 1976 statt. 1977 erfolgte eine Reprivatisierung.

## Wirtschaft
In der Landwirtschaft dominiert der Anbau von Zuckerrohr und dessen Verarbeitung im Ingenio Bella Vista. Dort stellt man auch Ethanol und Zellulose her. Außerdem ist Bella Vista Sitz der Streichholzfabrik Compañía Tucumana de Fósforos.

## Persönlichkeiten
- Luis Díaz („Lucho“) (1924–1979), Dichter
- Néstor Antonio Fuentes („El Bagual“), Folklore-Tänzer
- Miguel Sánchez (1952–1978), Leichtathlet, Fußballer, Dichter, während der Militärdiktatur verschwunden
- Atilio Santillán (1935–1976), Gewerkschaftsführer, während der Militärdiktatur ermordet
- Aníbal Villareal („El Flaco“), Gitarrist